# I’ll Get You
«I’ll Get You» — песня группы The Beatles, написанная Джоном Ленноном и Полом Маккартни, и выпущенная в 1963 (в Великобритании лейблом Parlophone, в США лейблом Swan Records) на стороне «Б» сингла «She Loves You». Первоначально песня называлась «Get You in the End».

## Создание песни
Типично для стиля вокальных партий этого периода The Beatles, Джон Леннон и Пол Маккартни на большей части этого трека поют в унисон, кроме нескольких случаев, когда они поют на два голоса. Но в отличие от большинства песен The Beatles того времени, в песне нет отдельной партии для соло-гитары — Джордж Харрисон играет партию второй ритм-гитары. Наиболее выделяющимися инструментами в песне являются «пухлая округлая бас-гитара» Маккартни и губная гармоника Леннона, которую Джон в спешке записал добавочно уже в самом конце времени сессии звукозаписи, вместе с записью хлопков в ладоши в исполнении Маккартни, Харрисона и Старра.
Билл Харри (писатель и журналист, специалист в том числе и по The Beatles) называет Леннона основным автором песни, однако Маккартни утверждает, что это было их равное сотворчество. Маккартни говорит, что в основном песня была написана в доме Леннонов на Мэнлоув-авеню, и что это был редкий случай, поскольку Мими, тётя Джона, с которой он всё ещё жил там, неодобрительно относилась к деятельности The Beatles.
Открывающая песню строка «Представь, что я влюблён в тебя» (англ. «Imagine I’m in love with you») была инновационной, немедленно обрисовывающей слушателю сюжет песни. Маккартни приводил это как пример раннего влияния творчества Льюиса Кэрролла на тексты песен Леннона; это будет проявляться и в дальнейшем, в текстах таких песен, как «Lucy in the Sky with Diamonds», «Strawberry Fields Forever» и «Imagine». Насыщая песни возгласами «Йе!» («Yeah») и окрашивая их отчётливым ливерпульским акцентом, весьма заметным в их ранних записях, Леннон и Маккартни «прокладывали собственный путь в наивно-глуповатой любовной лирике».
Позднее Маккартни говорил, что смена аккордов во время строчки «It’s not like me to pretend» (перемещение с ре мажор на ля минор) была придумана под впечатлением от кавер-версии американской народной песни «All My Trials» в исполнении Джоан Баэз. Он также вспоминал: «Мне всегда нравилось, как мы слегка голубовато пели „Oh yeah, oh yeah“. Это было очень характерно, очень по-битловски» (англ. «I [also] liked that slightly faggy way we sang: 'Oh yeah, oh yeah' which was very distinctive, very Beatley»). Оглядываясь назад, в 1967 Леннон говорил: «Кто-нибудь слышал, чтобы кто-то из Ливерпуля пел когда-нибудь „yes“? Нет, пели только „yeah!“» (англ. «Ever heard anyone from Liverpool singing 'yes'? It’s yeah!»).

## Запись песни
The Beatles записали песню на студии Abbey Road Studios за один день 1 июля 1963 (через 17 дней до начала работы над альбома With The Beatles), после того как закончили работу над «She Loves You». Неизвестно, сколько всего было сделано дублей, но то, что вместо «Gonna change your mind» Леннон поёт «I’m gonna make you mine», даёт основания предположить, что записывалась песня очень быстро и в некоторой спешке.

## Выпуск песни
Песня была выпущена на стороне «Б» двух разных синглов (точнее, синглов с разными версиями одной и той же песни на стороне «А»). Первоначально она вышла на стороне «Б» сингла «She Loves You» (28 августа 1963 в Великобритании и 16 сентября 1963 в США), а затем ещё раз выпущена (снова на стороне «Б») только в США 21 мая 1964 на сингле «Sie Liebt Dich» (та же песня «She Loves You», но только с вокалом на немецком языке). В США оба сингла были изданы лейблом Swan Records — и это были единственные записи The Beatles, выпущенные лейблом. В Великобритании сингл был издан лейблом Parlophone.
«I’ll Get You» вошла также в изданный лейблом Capitol Records в США 10 апреля 1964 альбом The Beatles’ Second Album. В Великобритании песня не выходила на LP-дисках до выпуска в 1978 альбома Rarities, изданного как часть бокс-сета The Beatles Collection, а затем переизданного отдельно.
Исполнение The Beatles песни на концерте 13 октября 1963 в лондонском зале «Палладиум» включено в вышедший в 1995 сборник Anthology 1.
На компакт-диске песня впервые была издана, войдя на первый том вышедшего в 1988 году двухдискового сборника Past Masters — Past Masters, Volume One.

## Пропавшая мастер-плёнка
Нет сведений о том, сохранилась ли хоть одна мастер-плёнка (то есть плёнка с уже готовым миксом; см. близкое «мастер-диск») песни «I’ll Get You». Стандартная процедура на Abbey Road Studios в то время заключалась в том, что стирались двухдорожечные плёнки с сессий звукозаписи, если запись предназначалась для сингла, после того как запись микшировалась (сводилась) в окончательный микс (тогда обычно монофонический) на мастер-плёнку, которая уже использовалась для печати дисков. Также неизвестно, сохранились ли мастер-плёнки ещё трёх песен, выпущенных на двух ранних синглах The Beatles: «Love Me Do», «P.S. I Love You» и «She Loves You» (вышедшей на сингле с «I’ll Get You»). Все последующие переиздания этих песен осуществлялись на основе перезаписей с синглов.

## Список участников записи
- Джон Леннон — вокал, полуакустическая гитара, губная гармоника;
- Пол Маккартни — вокал, бас-гитара, хлопки в ладоши;
- Джордж Харрисон — бэк-вокал, электрогитара, хлопки в ладоши;
- Ринго Старр — барабаны, хлопки в ладоши[12].

Дополнительно:
- Джордж Мартин — продюсер записи;
- Норман Смит — звукоинженер.